# Степовое (Первозвановская сельская община)
Степовое (укр. Степове) — село в Первозвановской сельской общине Кропивницкого района Кировоградской области Украины
Население по переписи 2001 года составляло 594 человека, по состоянию на 2011 год — 605. Почтовый индекс — 27656. Телефонный код — 522. Код КОАТУУ — 3522587401.